# Jakob Baunach
Jakob Baunach (* vor 1597 in Helmstadt; † 23. August 1627 in Würzburg) war ein deutscher Kaufmann und älterer Bürgermeister von Würzburg.

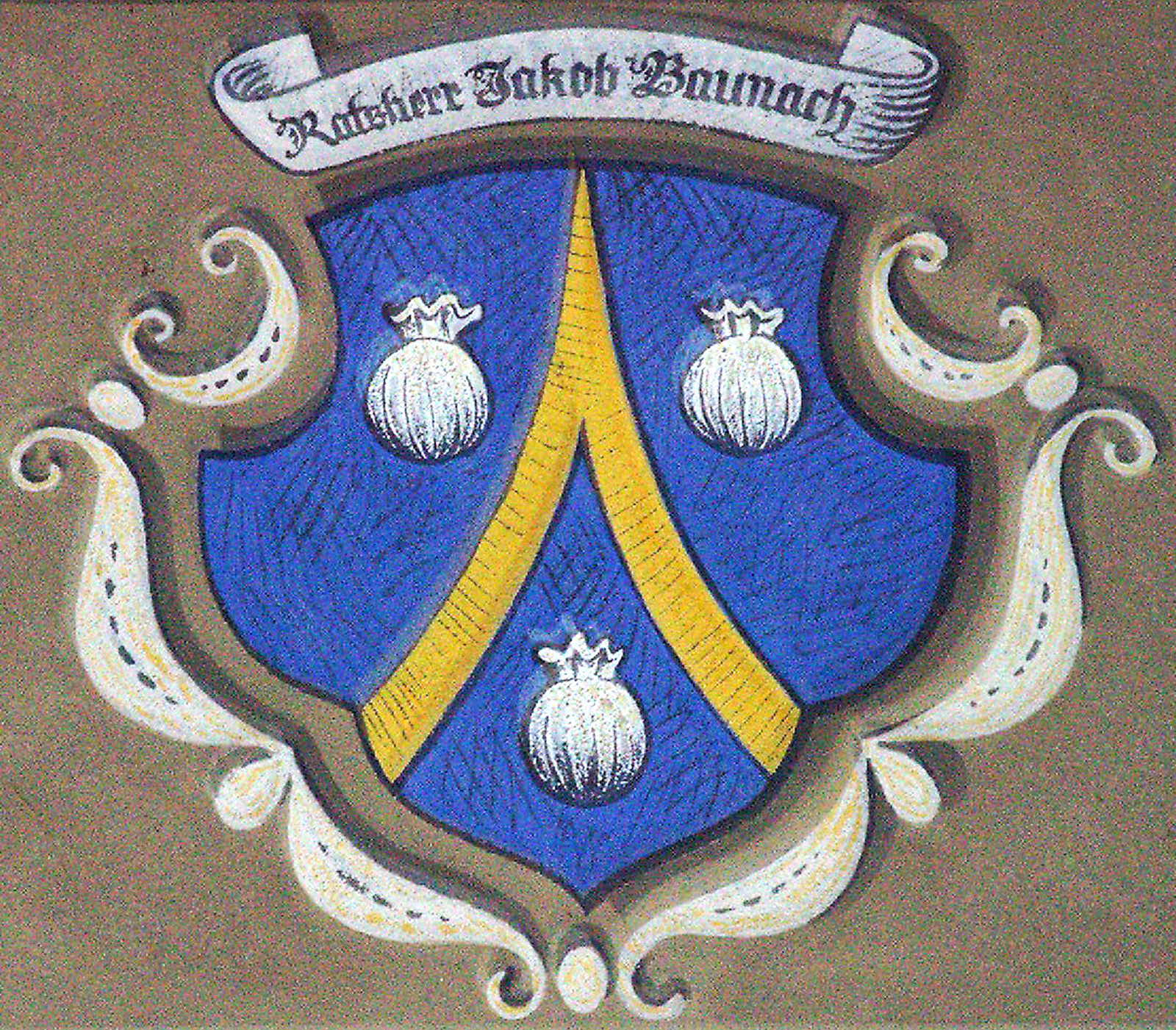
Wappen des Jakob Baunach

## Leben
Jakob Baunach wurde im 16. Jahrhundert in Helmstadt geboren. Er kam als Krämer und später Kaufmann zu viel Geld und zog im Jahr 1597 nach Würzburg, wo er schon bald eine politische Karriere begann. Im Jahr 1607 wurde er zum Ratsherrn gekürt. Am 7. Dezember 1613 wurde er zum jüngeren Bürgermeister gewählt und im Jahr 1624 zum älteren Bürgermeister. Beide Ämter bekleidete er bis zum jeweiligen Folgejahr.
Wie Steuerlisten zu entnehmen ist, war Jakob Baunach um 1625 einer der reichsten Männer Würzburgs. Sein Wappen zeigt drei Jakobsmuscheln, die nach seinem Tod in drei Geldsäcke umgedeutet wurden. Sein Haus befand sich in zentraler Lage, direkt gegenüber dem Grafeneckart – des damaligen Rathauses – und er besaß mehrere Weinberge in der Nähe Würzburgs sowie den Hof „Zum neuen Keller“. Darüber hinaus war er für die finanziellen Angelegenheiten des Armenhauses „Zur neuen Zinne“ und als Keller für die Eintreibung von Steuern zuständig.
Sein rascher Aufstieg in der Würzburger Gesellschaft erregte Neid und Misstrauen unter den Bürgern Würzburgs. Dies war aufgrund der zur gleichen Zeit im Bistum Würzburg von Fürstbischof Philipp Adolf von Ehrenberg betriebenen Hexenprozesse besonders gefährlich. Im Jahr 1627 wurde er wegen des Verdachts der Hexerei zusammen mit seiner zweiten Ehefrau verhaftet, welche bald darauf auf dem Scheiterhaufen verbrannt wurde. Nach einem misslungenen Fluchtversuch zusammen mit einem Mithäftling wurde zudem der zuständige Wärter wegen Beihilfe zur Flucht enthauptet. Anschließend gestand Jakob Baunach unter Folter seine Taten und vermachte der Kirche Teile seines Besitzes. Am 23. August 1627 wurde er enthauptet und sein Leichnam verbrannt.

## Familienleben
Für Jakob Baunach sind zwei Ehen nachgewiesen. Seine erste Frau verstarb im Jahr 1600 und wurde am 13. November 1600 in der Franziskanerkirche begraben. Seine zweite Frau wurde 1627 als Hexe verbrannt.
Laut den Würzburger Ratsprotokollbüchern lebten seine Nachkommen nach dem Dreißigjährigen Krieg in München und Prag.